# Moitessieria simoniana
Moitessieria simoniana é uma espécie de gastrópode  da família Hydrobiidae.
Pode ser encontrada nos seguintes países: França e Espanha.